# Горбата черепаха жовтоплямиста
Горбата черепаха жовтоплямиста (Graptemys flavimaculata) — вид черепах з роду Горбата черепаха родини Прісноводні черепахи.

## Опис
Загальна довжина карапаксу досягає 17,5 см. Спостерігається статевий диморфізм: самиці більші за самців. Голова вузька. Карапакс овальний. Хребетний кіль сильно піднято догори. Вирости хребетних щитків гострі. У самця на передніх кінцівках присутні подовжені кігті, які використовуються для залицяння за самицями.
Позаду очей знаходиться широка горизонтальна смуга або біла пляма, а на бічних і хребетних щитках — великі жовті плями, форма яких дуже мінлива. Карапакс темно—жовтий або строкатий —коричневий, жовтий й помаранчевий. На жовтому пластрон є темний малюнок. Кінцівки темно—жовтого забарвлення.

## Спосіб життя
Полюбляє річки із швидкою течією, з глинястим й піщаним дном. Часто виходить на беріг, що грітися на сонці. Полює у воді. Харчується рибою, дрібними молюсками, ракоподібними, комахами, рослинами.
Самиця з травня по серпень відкладає від 5 до 16 яєць довжиною 2,8 см у вологий пісок на березі. При температурі 27-28 °C, інкубаційний період триває 55—75 днів.

## Розповсюдження
Мешкає у гирлі р.Паскагула у штаті Міссісіпі (США).